# ザ・センター

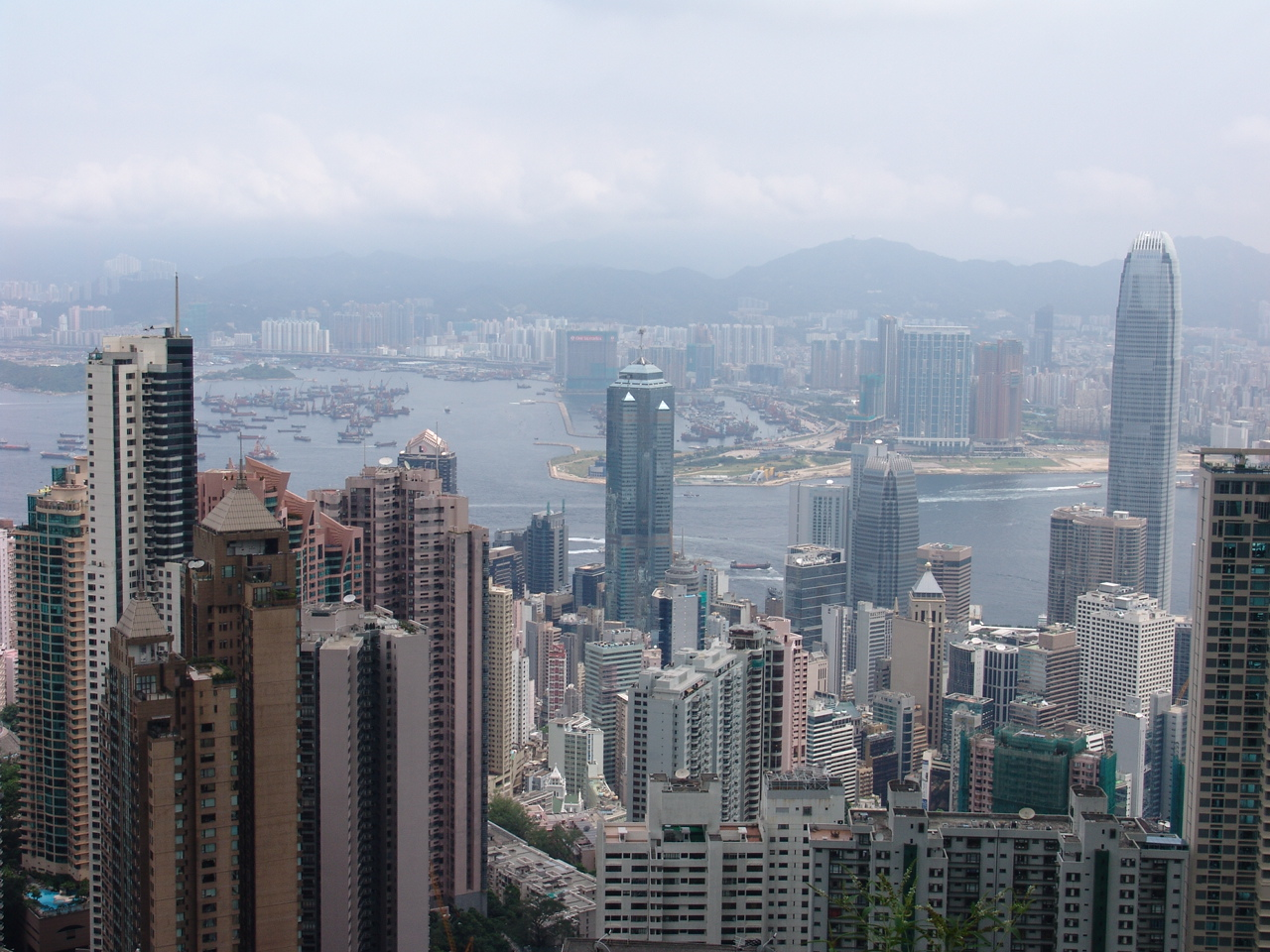
中央のビルがザ・センター

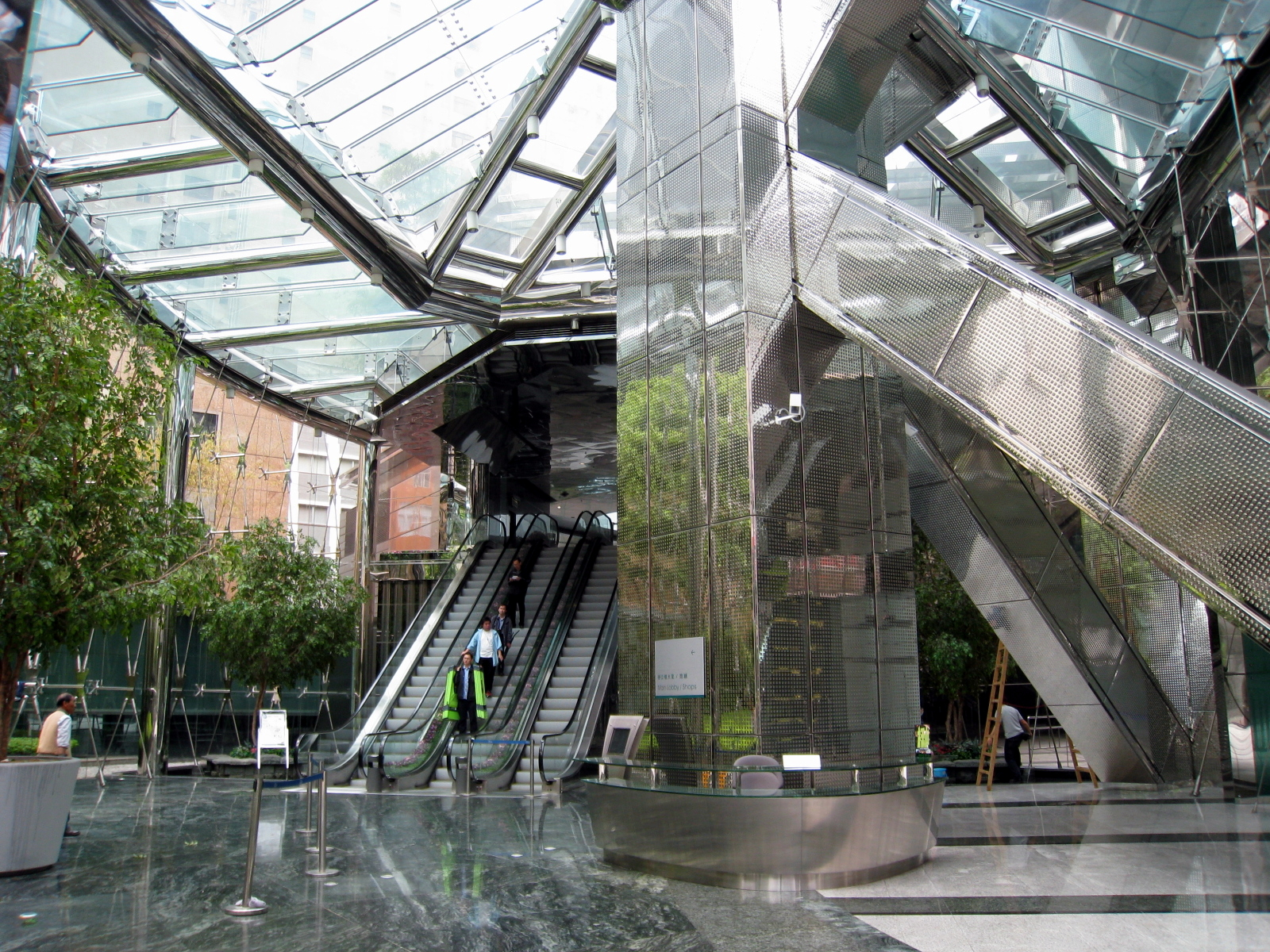
地上階のエントランスホール

ザ・センター（英語：The Center、中国語（繁体字）：中環中心）とは、香港の香港島北部、中西区の中環（Central）地区と上環（Sheung Wan）地区の中間に位置する超高層ビルである。

## 概要
ザ・センターは香港島北部の上環地区に建設され、1998年に完成。尖塔を含めた高さは346m、地上73階建てで、現在香港で4番目に高く世界でも14番目の高さを持つ超高層ビルである。建築は香港島灣仔にあるセントラルプラザなどを手掛けた、デニス・ラウ＆ン・チュン・マン事務所の設計。テナントオフィスビルで、香港の総合商社である長江實業物業（Cheung Kong Holdings）などが中心となり建設された。
付近にはウォン・カーウァイ（王家衛）監督の香港映画『恋する惑星（原題：重慶森林）』にも登場した、行人電動樓梯（Pedestrian Escalator）と呼ばれるエスカレーターなどがある。背後に広がる半山區（Mid Levels）は、香港でも指折りの高級住宅街である。
上環地区は香港の中でも最も古い街のひとつでもあり、イギリス統治時代に多く見られたショップハウスの面影を強く残す建物も数多く存在する。しかしこれらの建物は老朽化が激しく、香港政庁はこの様な街区に対して再開発を奨励していた。ザ・センターはこれら上環地区における再開発により建設され、建物底部には公開スペースを設けるなど、周囲の狭小な街区に公共的な空間を与えている。
建物は最頂部に尖塔があり、その下部にはパラボラアンテナが設置されている。上空から見ると正方形を2つ重ねた八芒星をしている。また壁面は全てハーフミラーガラスのカーテンウォールで覆われており、最下部の公共スペースには金属製の鏡面素材を使用、中環地区にある中国銀行タワーの様に近未来的な印象を持つ建築である。
夜間にはカーテンウォールに埋め込んである何層ものネオンチューブ管が虹色に点り、煌びやかなイルミネーションが楽しめる。これはザ・ピーク（山頂）やヴィクトリア湾、九龍（Kowloon）地区などからも臨む事が出来る。
建物に展望施設は設置されていない。

## 周辺施設
- 中環駅
- 上環駅
- 香港駅（機場快線・東涌線）
- 国際金融中心・第一期（One IFC）
- 中環街市（Central Market）
- 恒生銀行總行（Hang Seng Bank Headquarters）
- 中遠大廈（COSCO Tower）
- 永安中心（Wing On Centre）
- 行人電動樓梯（Pedestrian Escalator）

## 交通
- 港鉄港島線荃湾線、中環駅より徒歩約10分程度
- 港鉄港島線、上環駅より徒歩数分程度
- 港鉄東涌線、香港駅より徒歩約10分程度
- その他バス（巴士）、ミニバス（小巴）、路面電車（電車）など利用

## 画像

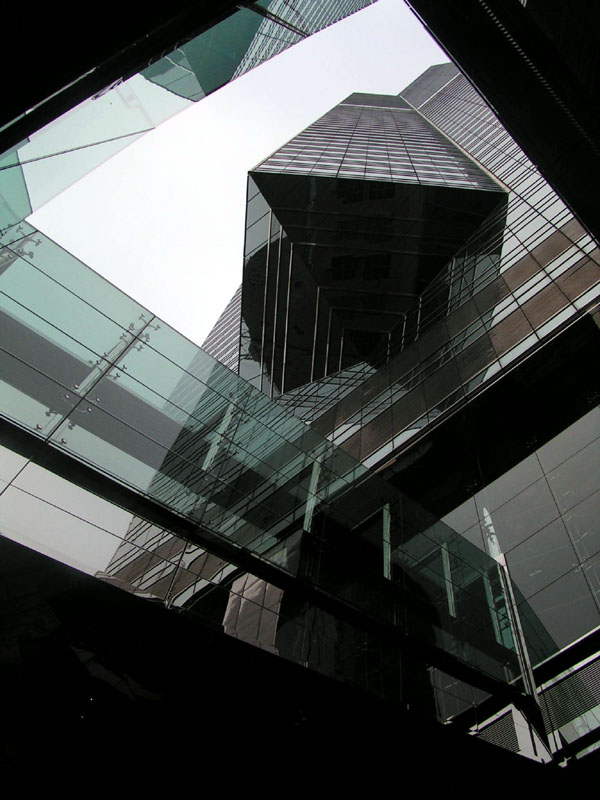
ザ・センターを見上げる
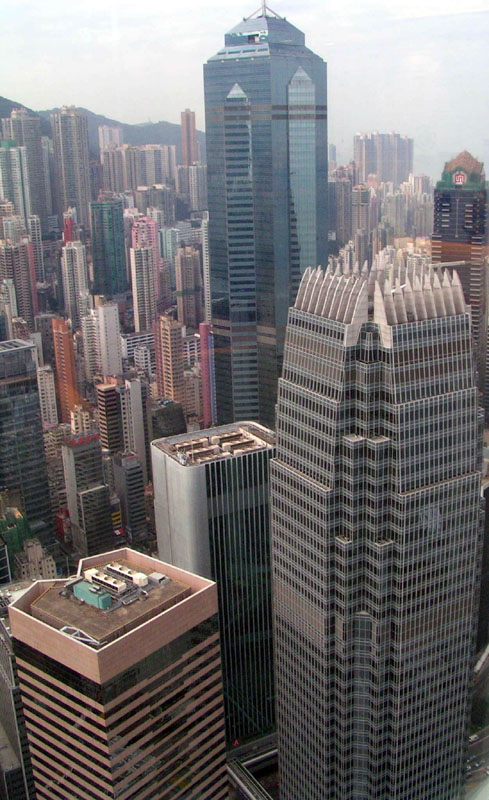
国際金融中心から、ザ・センターを臨む
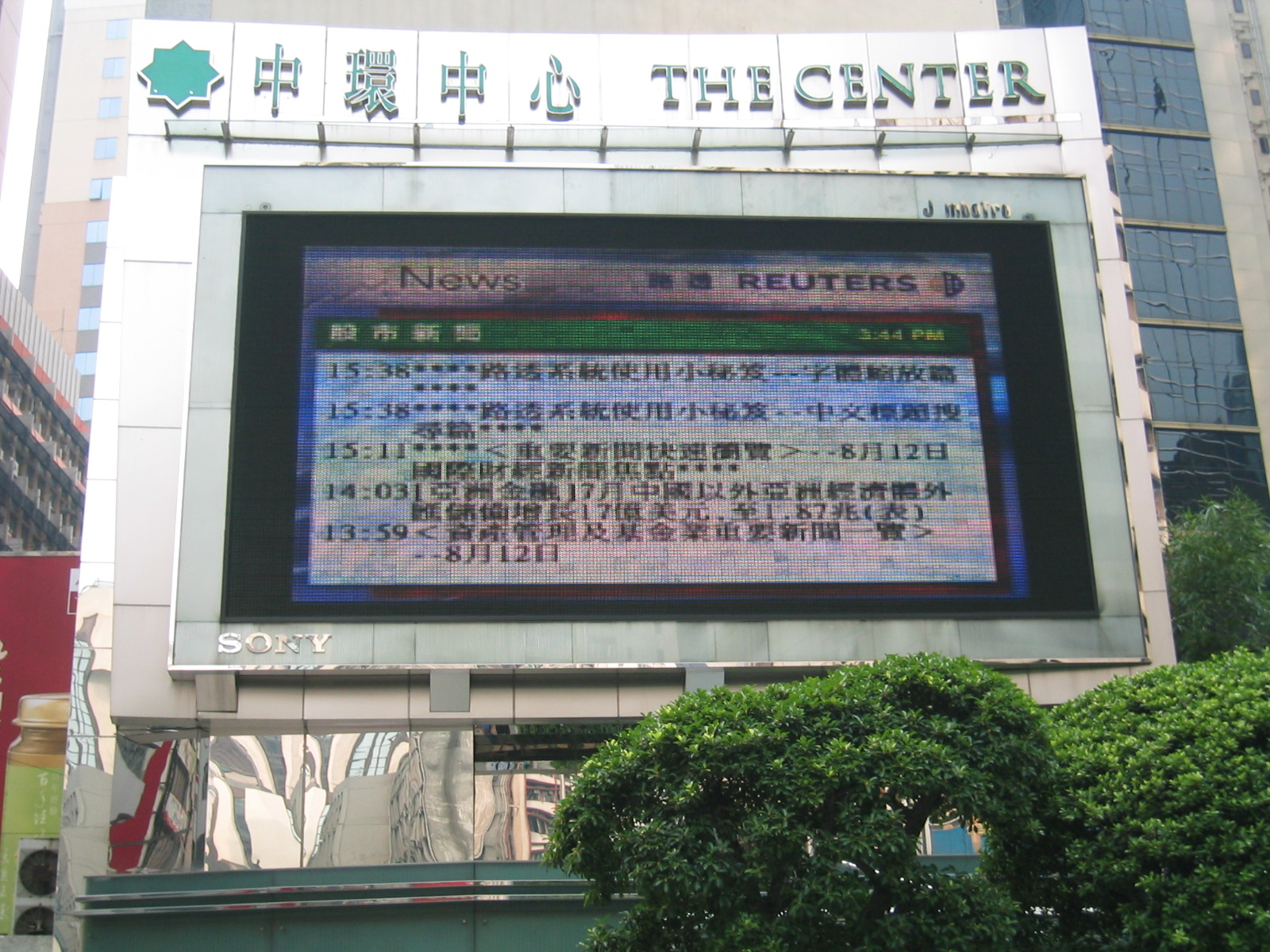
ザ・センターの情報スクリーン
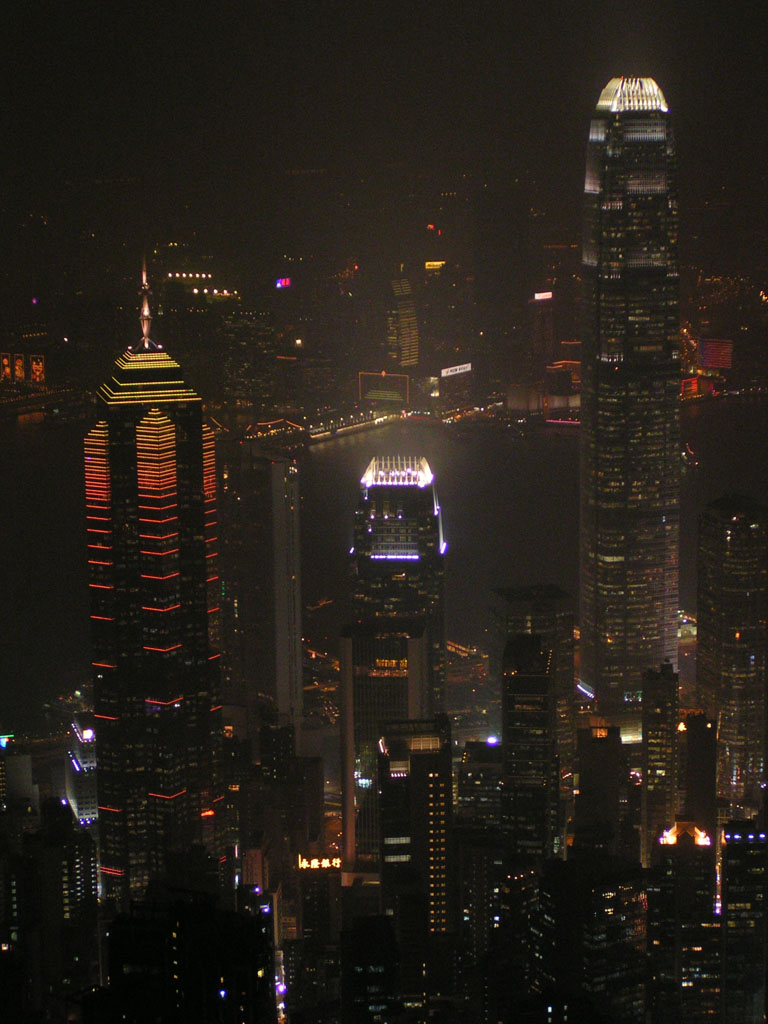
夜間のザ・センター